# Музичка школа „Јосип Славенски” Београд
Музичка школа „Јосип Славенски” је једна од музичких школа у Београду. Налази се на Врачару и поседује дугу традицију самосталног рада током које је образовала велики број ученика. Многи од њих су наставили даље са професионалним музичким каријерама. Школа је позната по великим успесима ученика, професорима, као и пројектима на којим је учествовала.

## Име школе
Школа је добила име по композитору Јосипу Штолцер-Славенском. Јосип Славенски је био један од најпознатијих композитора који је своја најзначајнија дела остварио у Београду, са изузетно великим и разноврсним опусом који обухвата готово све музичке врсте, осим опера и балета.

## Историјат школе
Основана је још 1937. године, као средња музичка школа при музичкој академији. Још од тада има самостални рад, током којег је образовала велики број ђака.

## Школа данас
Школа има око 700 ученика. Прати развој ђака од припремног разреда, све до краја средње музичке школе у којој ђаци могу да бирају похађање вокално-инструменталног одсека, теоријског одсека, општеобразовну наставу, као и одсек за рану музику који је јединствен у Србији и окружењу.
Настава се одвија у 36 учионица прилагођених индивидуалној и групној настави, док се на другом спрату школе налазе концертна сала и библиотека са садржајем преко 14000 књига. За физичко васпитање, настава се одвија у СЦ Врачар.

## Активности
Школу одликује велика активност. Она се огледа у чињеници да се сваке школске године организује преко двеста наступа, двадесетак такмичења од којих половину представљају међународна такмичења, преко 200 награда и око десет семинара. У свим активностима учествује преко три стотине ђака, као и стотину професора.

### Успеси
Ђаци и професори ове школе су носиоци многих признања и награда са различитих домаћих и међународних такмичења.Тиме школа наставља дугу традицију остваривања најбољих резултата, чиме се налази у самом врху музичких школа Србије, посебно њен клавирски одсек, одсек за гитару, као и одсек за камерну музику.
Оркестар основне музичке школе је последњих година освајао прве награде на Републичким такмичењима, као и на Фестивалима музичких и балетских школа Србије, док је гудачки камерни оркестар средње музичке школе, формиран 2013. године, остварио запажене резултате на репрезентативним концертима школе.

### Пројекти и сарадње
Као резултат отворености, школа поседује сарадњу са иностранством. Као пример за то се могу истаћи наступи ансамбла за рану музику Јоculatores Slavenses у Сан Ђимању, Италији, те у Теаtro dei Leggieri у Фиренци, на Конзерваторијуму Luigi Cherubini, у септембру 2003. године. Додатно, у јуну 2004. године Joculatores Slavenses наступа на Фестивалу средњег века у Сан Ђимињану, а у августа исте године наступила у Пули и Поречу у Хрватској.
Осим тога, школа је учествовала са 150 ученика у пројектима Kармина Бурана, Карла Орфа, са солистима из Шведске и диригентом Бојаном Суђићем, као и Моцартов „Реквијем“, где је диригент била Даринка Матић Маровић. Пројекте је организовала Заједница музичких и балетских школа 2003. и 2004. године у Центру Сава, где се окупило више стотина учесника из музичких школа широм Србије.

## Некадашњи ученици
Многи некадашњи ученици школе су даље наставили каријеру и остварили одличне резултате. Неки од њих су:
- Константин Бабић - Био је познати српски композитор, професор и шеф Катедре за музичку теорију на Факултету музичке уметности у Београду. Компоновао је оркестарска дела, дела за камерну и вокалну инструменталну музику, као и сценску и филмску музику.[8]
- Ивана Стефановић - Српски есејиста, композитор и писац.[9]
- Исидора Жебељан - Истакнута српска композиторка млађе генерације и редовна чланица САНУ.[10]
- Ана Михајловић - Српска композиторка и диригент.[11]
- Борислав Пашћан - Био је познати српски диригент и музички педагог.[12]
- Живојин Здравковић - Био је диригент Београдске филхармоније и професор Музичке академије у Београду.[13]
- Бојан Суђић - Познати српски диригент, професор дириговања на Факултету музичке уметности у Београду, и шеф диригент Симфонијског оркестра РТС-а.[14]
- Јован Колунџија - Истакнути српски виолиниста, који је одржао преко четири хиљаде концерата широм света.[15]
- Сретен Крстић - Познати виолиниста и члан Минхенске филхармоније.[16]
- Миленко Стефановић - соло кларинетиста Београдске филхармоније, председник Удружења музичких уметника Србије, професор кларинета у Музичкој школи "Јосип Славенски у Београду", на Факултету музичке уметности у Београду и Факултету уметности у Приштини, проректор Универзитета уметности у Београду
- Ксенија Зечевић - Позната српска пијанисткиња и композиторка филмске и драмске уметности.[17]